# Paracuellos de la Ribera
Paracuellos de la Ribera ist ein nordspanischer Ort und eine Gemeinde (municipio) mit 112 Einwohnern (Stand: 2024) im Westen der Provinz Saragossa und der Autonomen Region Aragonien. Der Ort gehört zur bevölkerungsarmen Serranía Celtibérica. 

## Lage und Klima
Paracuellos de la Ribera liegt etwa 75 Kilometer (Luftlinie) südwestlich von Saragossa in einer Höhe von 485 m am Río Jalón. 
Das Klima ist gemäßigt bis warm; der eher spärliche Regen (ca. 408 mm/Jahr) fällt mit Ausnahme der eher trockenen Sommermonate übers Jahr verteilt.

## Bevölkerungsentwicklung
| Jahr      | 1970 | 1981 | 1991 | 2001 | 2011 | 2021 |
| Einwohner | 614  | 463  | 351  | 288  | 187  | 131  |

Die Mechanisierung der Landwirtschaft, die Aufgabe bäuerlicher Kleinbetriebe und der damit verbundene Verlust von Arbeitsplätzen führten seit der Mitte des 20. Jahrhunderts zu einem deutlichen Rückgang der Bevölkerung (Landflucht).

## Sehenswürdigkeiten
- Peterskirche (Iglesia de San Pedro Apóstol)
- Kapelle San Roque
- Burgruine
- Rathaus

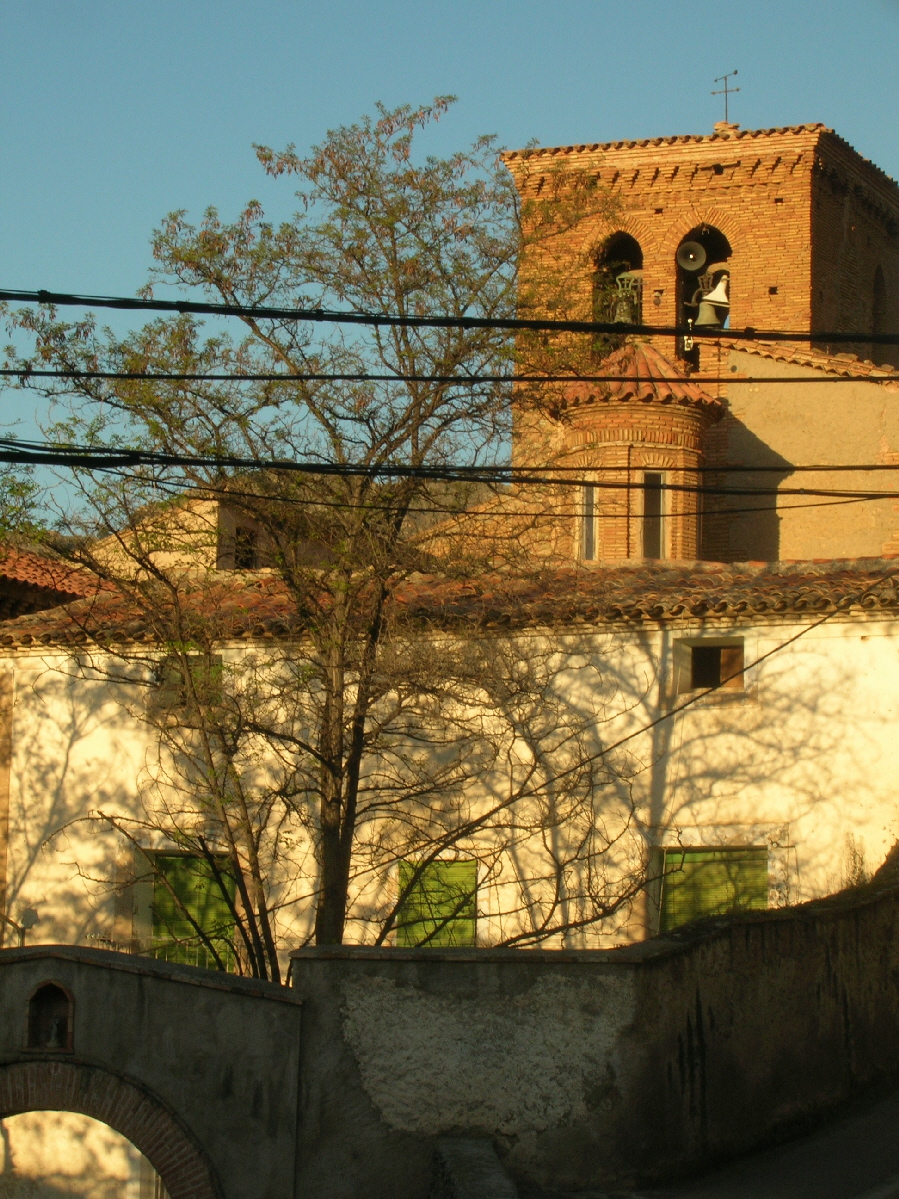
Peterskirche